# ELEX (elektrischer Experimentierkasten)
ELEX (Abkürzung für ELektrischer EXperimentierkasten) bezeichnete eine von der Firma Märklin & Cie GmbH in Göppingen zwischen 1932 und 1962 produzierte Serie von Experimentierkästen für Schwachstromtechnik (Magnetismus und Elektrotechnik). Die ELEX-Kästen ermöglichten zahlreiche Versuche zur Wirkung von elektrischer und magnetischer Kraft. Modelle verschiedener Geräte wie beispielsweise Elektromotor, Morsetelegraph und Klingelanlagen ließen sich mit den Teilen der ELEX-Kästen zusammenbauen.

## Bauteile und Zubehör
Zum Zwecke der Kompatibilität bestand der Inhalt der Experimentierkästen zu einem Teil aus Bauelementen der Märklin-Metallbaukästen und zum anderen Teil aus elektrischen Bauteilen, die sich entweder mit herkömmlichen Taschenlampenbatterien oder mit einem Experimentier-Transformator (13470 UG) mit Buchsen für 4–20 V (12 VA) für verschiedene Netzspannungen betreiben ließen. Der Transformator konnte für 27,50 DM zusätzlich erworben werden.
In jedem ELEX-Kasten befand sich außerdem ein bedruckter Karton zum Ausschneiden von Messskala, Kompass und Zeigern. Die Schrauben und Muttern der ELEX-Kästen waren aus Messing gefertigt und damit von besserer Qualität als die der Metallbaukästen.

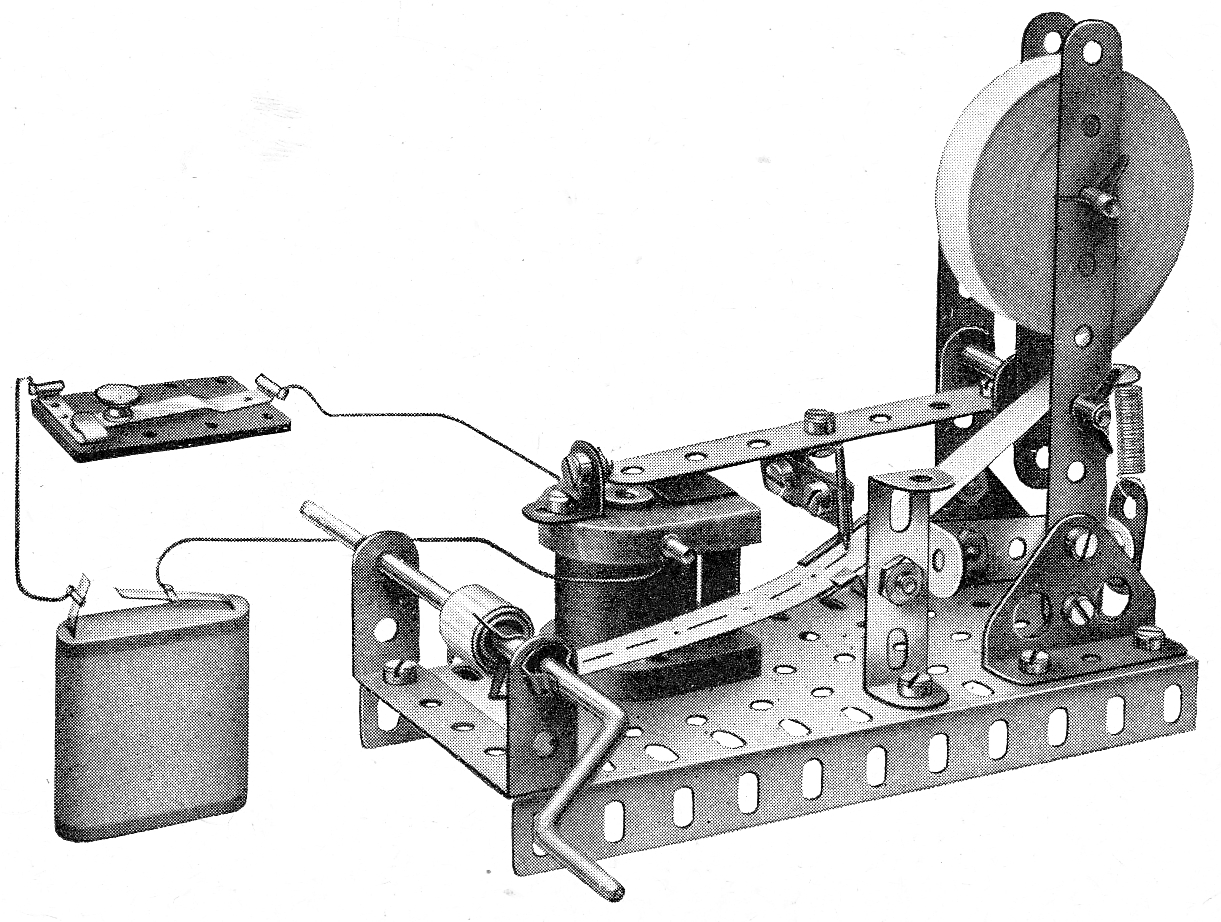
Baubeispiel Morsetelegraph
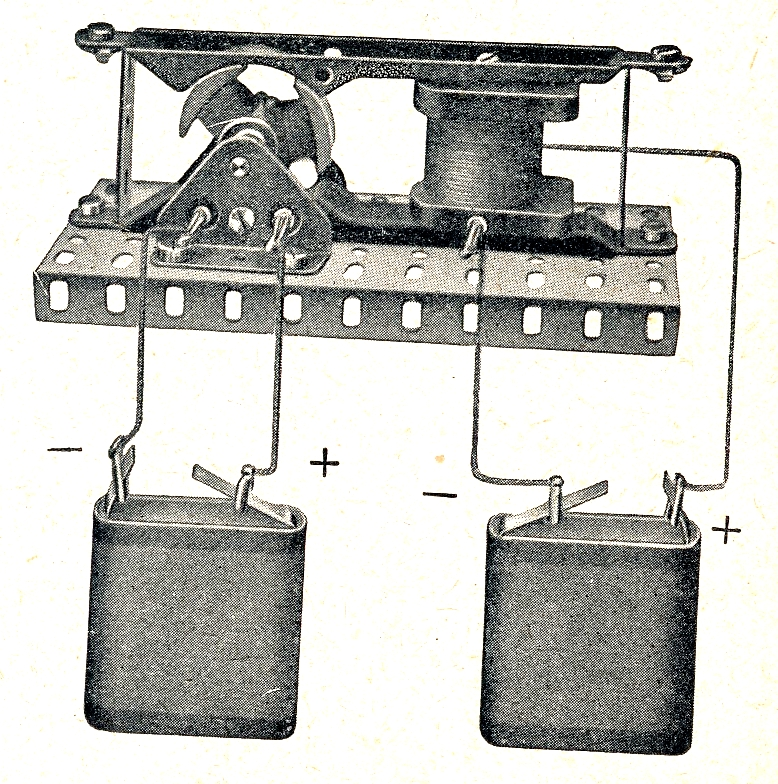
Baubeispiel Elektromotor
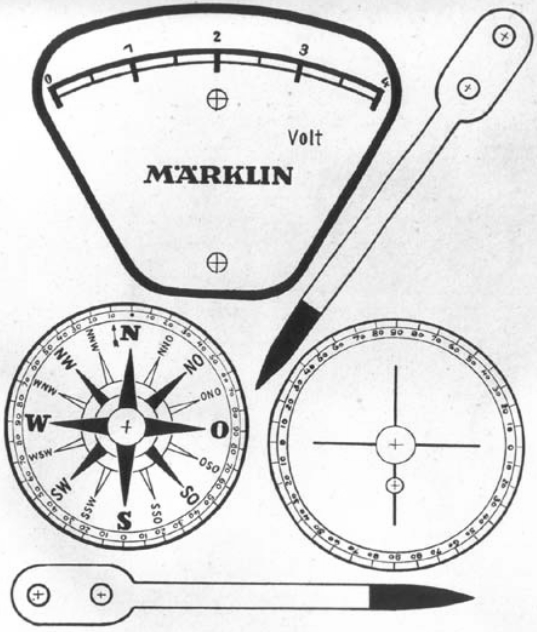
Skalen-Zubehör (Teil 1)
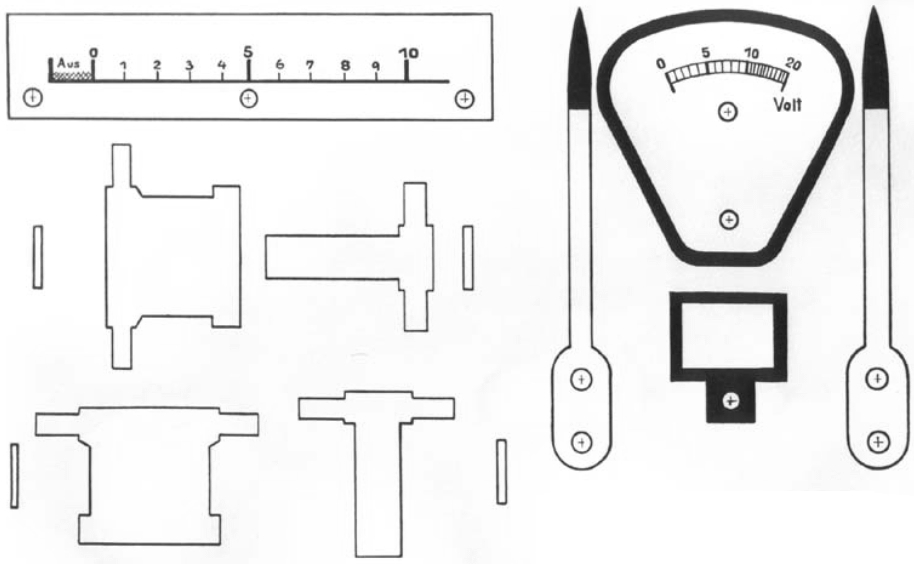
Skalen-Zubehör (Teil 2)

## Baureihen
In der ersten Fertigungsperiode waren auf den Deckelbildern der Anleitungshefte zwei Jungen abgebildet. Jeder Kasten war in Fächer zum Einsortieren der einzelnen Bauteile eingeteilt. Alle Bauanleitungen und Versuchsbeschreibungen waren in den Anleitungsbüchern detailliert erläutert.
Die erste Periode umfasste folgende Serie:
- ELEX 501, 67 Teile, 60 Versuche, Verkaufspreis 22 DM, Kartongröße 33 cm × 10,5 cm
- ELEX 501A, Verkaufspreis 14 DM, ergänzt ELEX 501 auf ELEX 502
- ELEX 502, 123 Teile, 100 Versuche, Verkaufspreis 35 DM, Kartongröße 42 cm × 23 cm
- ELEX 502A, Verkaufspreis 42 DM, ergänzt ELEX 502 auf ELEX 503
- ELEX 503, 245 Teile, 160 Versuche, Verkaufspreis 75 DM, Kartongröße 57 cm × 28 cm

In der zweiten Periode war auf den Deckelbildern der Anleitungshefte ein Scheinwerfer abgebildet. Auf die Fächereinteilung wurde verzichtet, stattdessen waren die Teile auf einer Pappe befestigt. Angeboten wurden nur noch die Kästen 502 (25 DM), 502A (35 DM) und 503 (58 DM). Kurze Zeit später wurden die neuen Artikelnummern 1052 (vorher 502), 1062 (vorher 502A) und 1053 (vorher 503) eingeführt.